# Widows (televisieserie)
Widows was een Britse misdaadserie uit 1983 over drie weduwen van gewapende overvallers die besluiten het misdaadplan van hun overleden echtgenoten zelf uit te voeren. De serie werd bedacht en geschreven door Lynda la Plante. Twee jaar later, in 1985, werd de vervolgserie Widows II uitgezonden en in 1995 vormde She's Out het sluitstuk van de trilogie. Ook beide sequels werden geschreven door Lynda la Plante.

## Verhaal

### Widows I
De eerste reeks uit 1983 begint met drie gewapende overvallers, Harry Rawlins, Terry Miller en Joe Pirelli, die om het leven zijn gekomen, omdat hun busje explodeerde tijdens een gewapende overval. Hun weduwen, Dolly Rawlins (Ann Mitchell), Shirley Miller (Fiona Hendley) en Linda Pirelli (Maureen O'Farrell). blijven achter met pijn en verdriet maar moeten de zaken overnemen. Daarin neemt Dolly, de oudste van de drie, de leiding, waarbij ze gebruikmaakt van Harry's beroemde journaal, een opsomming waarin al zijn berovingen en afpersingen zijn opgetekend. Tegelijkertijd ontdekken de weduwen een vierde man, die tijdens de overval was ontsnapt. Met die informatie gaan ze zelf op zoek naar een vierde vrouw, om hun plannen voor een gewapende overval uit te voeren. Uiteindelijk strikken de weduwen Bella O'Reilly (Eva Mottley).
Dudley Sutton speelt de rol van Boxer Davis, een persoon uit de onderwereld maar die de weduwen in éérste instantie hielp, maar later foute plannen met de vrouwen bleek te hebben.
In laatste instantie ontdekken zij pas dat de vierde man in feite Dolly’s man Harry Rawlins (Maurice O'Connell) is, die later naar Rio de Janeiro komt om de vrouwen op te sporen. Zij zijn hem nog geld verschuldigd.

### Widows II
In de twééde reeks uit 1985 zijn de weduwen terug uit Rio de Janeiro, waar het goed toeven voor hen was met het geld dat ze hadden buitgemaakt bij de gewapende overval uit seizoen I. Als Dolly's man Harry, wiens bestaan was gebleken bij de afsluiting van seizoen I, de vrouwen stuk voor stuk opzoekt en bedreigt, verandert hun droom in een nachtmerrie.
In Widows II speelt Debby Bishop in plaats van Eva Mottley de rol van Bella O'Reilly.
Stephen Yardley speelt de rol van Vic Morgan, een maatje van crimineel Harry Rawlins, die hem helpt de vrouwen op te sporen in Rio de Janeiro.
Jim Carter speelt de rol van detective-inspecteur Frinton, die de vrouwen op de hielen zit als ze terug zijn in Londen, om ze op te pakken voor een ramkraak.

### She's Out
De derde (en tevens laatste) reeks uit 1995 van de trilogie heet She's Out en begint met de vrijlating van Dorothy 'Dolly' Rawlins uit de vrouwengevangenis, na een negen jaar durende gevangenisstraf voor de moord op Harry Rawlins, haar man. In haar cel heeft zij plannen gemaakt om een trein te overvallen.
Dolly's nieuwe metgezellen in de criminaliteit zijn Ester Freeman (Linda Marlowe), Julia Lawson (Anna Patrick), Gloria Radford (Maureen Sweeney), Connie Stephens (Zoe Heyes), Angela Dunn (Indra Ove) en Kathleen O'Reilly (Maggie McCarthy), stuk voor stuk vrouwen die een periode met Dolly hebben vastgezeten in de gevangenis. De vrouwen onthalen Dolly warm als ze weer op vrije voeten staat, maar Dolly voelt al snel dat er veel meer achter zit.

## Merchandise

### Boek
Op 10 april 1994 verscheen er een boek van de hand van Lynda la Plante, de scenarioschrijfster en eveneens bedenkster van de gelijknamige misdaadserie. Deze misdaadthriller, die eveneens de titel Widows draagt, is gebaseerd op de televisieserie uit 1983, en alleen verkrijgbaar in het Engels.

### Dvd's
| Seizoen | Titel     | Verschijningsdatum | Afleveringen | Opmerking                         |
| ------- | --------- | ------------------ | ------------ | --------------------------------- |
| 1       | Widows    | 15 september 2005  | 6            | Digitaal gerestaureerd, (2 disks) |
| 2       | Widows II | 15 maart 2007      | 6            | Digitaal gerestaureerd, (2 disks) |
| 3       | She's Out | 20 september 2011  | 6            | (2 disks)                         |

## RemakeVerenigde staten
In Amerika verscheen er in 2002 een remake van Widows, het eerste seizoen.
De vrouwen beroven in deze remake geen bank, maar stelen een duur schilderij uit een zwaarbeveiligde galerie. De hoofdrollen werden gespeeld door Mercedes Ruehl als Dolly Rawlins, Brooke Shields als Shirley Heller, Rosie Perez als Linda Pirelli, N'Bushe Wright als Bella. De serie bevatte in totaal vier afleveringen, getiteld: Het eerste uur, Het tweede uur, Het derde uur en Het vierde uur.
Verder is de naam van Shirley 'Miller' veranderd in Shirley 'Heller' en heet Bella O'Reilly kortweg Bella. Lark Voorhies had ook nog een kleine rol in deze remake, die eveneens is uitgebracht op dvd.